# ویلفرید پترس
ویلفرید پترس (اسپانیایی: Wilfried Peeters‎؛ زادهٔ ۱۰ ژوئیهٔ ۱۹۶۴) دوچرخه‌سوار اهل بلژیک است.
از باشگاه‌هایی که در آن رکاب زده‌است می‌توان به تیم دوچرخه‌سواری ماپی و ام‌جی مالیفیچو اشاره کرد.